# Desa Kalialang (administrativ by i Indonesien, lat -6,92, long 109,07)
Desa Kalialang är en administrativ by i Indonesien.   Den ligger i provinsen Jawa Tengah, i den västra delen av landet, 260 km öster om huvudstaden Jakarta.